# Liliana Ross
Pour les articles homonymes, voir Ross.
Liliana Piera Marina Brescia Clerici, dite Liliana Ross, née le 30 mars 1939 à Gênes (Italie) et morte le 10 juin 2018 à Santiago (Chili),, est une actrice et présentatrice de télévision chilienne d'origine italienne.

## Biographie
Née sous le nom de Liliana Piera Marina Brescia Clerici à Gênes le 30 mars 1939, elle est la fille de Gustavo Brescia. À l'âge de six ans, elle arrive au Chili avec ses parents, fuyant les conséquences de la Seconde Guerre mondiale . Dans ce pays, elle commence ses études à la Scuola Italiana Vittorio Montiglio et au Colegio Rosa de Santiago Concha, Santiago du Chili. Dans les deux établissements, elle a  participé à des pièces de théâtre et à plusieurs émissions de radio de The Time of Italy. Elle a également étudié les sciences infirmières à la Croix-Rouge chilienne et travaillé comme secrétaire bilingue.
En 1960, elle étudie le théâtre à l'Académie des Arts Dramatiques du Théâtre d'Essai de la Pontificia Universidad Católica de Chile, diplômé en 1965.  L'école de théâtre est dirigée par Hugo Miller, directeur de la scénographie avec qui il s'est marié.
Par la suite, elle joue dans des œuvres telles que La vida es sueño, Macbeth et La pérgola de las flores, entre autres. En outre, il a été professeur à l’École de théâtre de l’Université du Chili et a eu des acteurs comme qu’étudiants dont Claudia Di Girolamo et Alfredo Castro /. Sa carrière est interrompue au cours de la période du régime militaire d'Augusto Pinochet, lorsqu'elle a fermé ses académies de théâtre. Auparavant, Ross et Malú Gatica avaient été kidnappés pendant une heure par des agents de la DINA  . Elle a ensuite été directrice fondatrice de la Scenic Communication School de l’Université nationale Andrés Bello  .
Elle a participé à plusieurs séries télévisées. Le gouvernement chilien lui a décerné des éloges et des récompenses. Le magazine Caras lui a décerné le prix de la femme 2003, la même année elle a reçu le prix APES pour sa performance dans  Machos et une nomination au prix Altazor.
L'actrice a aussi travaillé comme animatrice de télévision à Chilevisión, avec une star nommée Ángeles et dans le programme de Telecanal, Sólo ellas (2009).
En mai 2010, elle interprète Miss McGee dans la version chilienne de la comédie musicale Grease et joue le rôle de Ágatha en tant que veuve de Díaz Acosta dans la telenovela mexicaine Amor bravío (2012) pour Televisa.
En 2011, elle a reçu un prix APES pour sa carrière artistique et a été honorée par les gouvernements chilien et italien, ainsi que par plusieurs publications, pour ses contributions aux arts.
Liliana Ross est morte à Santiago du Chili  le 10 juin 2018 à l'âge de 79 ans.

### Vie personnelle
En 1963, Liliana Ross épouse le réalisateur Hugo Miller, avec lequel elle eut trois filles : Daniela, Vanessa et Moira. Elle est devenue veuve en 1997. Plus tard, en 2003, elle s'est mariée avec le producteur de théâtre Raoul Pinno.

## Filmographie

### Télévision

#### Télénovelas
- 2003 : Machos (Canal 13) : Valentina Fernández de Mercader
- 2004 : Tentación (Canal 13) : Sofía Stewart
- 2006 : Cómplices (TVN) : Martita
- 2007 : Corazón de María (TVN) : Leonor Bustamante
- 2012 : Amor Bravío (Televisa) : Ágatha vda. de Díaz-Acosta
- 2012-2013 : La Sexóloga (Chilevisión) : Mabel Pamplona

#### Séries
- 2005 : La nany (Mega) : mère de Max
- 2006 : Disparejas (TVN) : Elena Ramos

#### Émissions
- 2004 : Ángeles (Chilevisión) : présentatrice

### Cinéma
- 2004 : Mujeres infieles
- 2006 : Rojo intenso
- 2011 : Que pena tu boda

### Théâtre
- 2010 : Grease : Mademoiselle McGee